# Мужская сборная Республики Корея по баскетболу
Мужская сборная Республики Корея по баскетболу — национальная баскетбольная команда, представляющая Южную Корею на международной баскетбольной арене. Управляется Корейской баскетбольной ассоциацией (KBA) (кор. 대한농구협회). Одна из самых сильных и титулованных сборных, представляющих Восточную Азию. Единственная команда, которая отбиралась для участия во всех финальных стадий Кубков Азии (с 1960 года). Дважды (1969 и 1997) становилась чемпионом Азии по баскетболу.

## История
На протяжении всей современной истории сборная Республики Корея была одной из сильнейших команд Азии. Несмотря на доминирование в последние несколько десятилетий сборной КНР, корейская команда также несколько раз добивалась успеха на региональном уровне. Первым важным рубежом стал 1948 год, когда сборная выступала на летней Олимпиаде и по итогам розыгрыша баскетбольного турнира заняла восьмое место — лучшее достижение азиатской команды на турнире. Позднее, в 1969-70 годах команда снова переживала период подъема, она выиграла первый в истории титул чемпиона Азии, а её главным открытием стал Дэниэль Ким, который в среднем набирал 10 очков, делал 20 подборов, отдавал 5 результативных передач, делал 5 блок-шотов и три перехвата за игру. В итоге команда без отбора попала на чемпионат мира 1970 года. Единственная азиатская сборная финишировала 11-й, оставив позади сильные сборные Австралии (чемпион Океании) и Египта (чемпион Африки).
Из достижений современного периода можно отметить выигрыш чемпионата Азии 1997 года. Удачно сложился и чемпионат Азии 2007 года, хотя сборная Южной Кореи заняла на нём только третье место. Команда достаточно хорошо начала турнир, выиграв пять из пяти стартовых матча. Основу команды составили «Четыре центра»: Ха Сон Джин (221 см), Ким Чжу Сон (205 см), Ли Дон Чжун (202 см) и Ким Мин Су (200 см), а процент попаданий двухочковых бросков достигал 61%. Также корейская команда отличалась хорошей защитной линией, которую составили Ким Сун Хён (179 см), Ян Дун Гён (182 см), Ким Дун У (198 см) и Ким Джин Су (205 см), которые обеспечили один из самых высоких процентов попаданий с трёхочковой линии (70,6%), а также количество результативных передач (в среднем за игру - 11,5).

## Достижения

### Олимпийские игры
| Год  | Место | Турнир                                     | Место проведения       |
| ---- | ----- | ------------------------------------------ | ---------------------- |
| 1948 | 8     | Баскетбол на летних Олимпийских играх 1948 | Лондон, Великобритания |
| 1956 | 14    | Баскетбол на летних Олимпийских играх 1956 | Мельбурн, Австралия    |
| 1964 | 16    | Баскетбол на летних Олимпийских играх 1964 | Токио, Япония          |
| 1968 | 14    | Баскетбол на летних Олимпийских играх 1968 | Мехико, Мексика        |
| 1988 | 9     | Баскетбол на летних Олимпийских играх 1988 | Сеул, Южная Корея      |
| 1996 | 12    | Баскетбол на летних Олимпийских играх 1996 | Атланта, США           |

### Чемпионат мира
| Год  | Место | Турнир                            | Место проведения  |
| ---- | ----- | --------------------------------- | ----------------- |
| 1970 | 11    | Чемпионат мира по баскетболу 1970 | Югославия         |
| 1978 | 13    | Чемпионат мира по баскетболу 1978 | Манила, Филиппины |
| 1986 | 13    | Чемпионат мира по баскетболу 1986 | Испания           |
| 1990 | 15    | Чемпионат мира по баскетболу 1990 | Аргентина         |
| 1994 | 13    | Чемпионат мира по баскетболу 1994 | Канада            |
| 1998 | 16    | Чемпионат мира по баскетболу 1998 | Афины, Греция     |
| 2014 | 23    | Чемпионат мира по баскетболу 2014 | Испания           |
| 2019 | 26    | Чемпионат мира по баскетболу 2019 | Китай             |

### Азиатские игры
| Год  | Место | Турнир                            | Место проведения    |
| ---- | ----- | --------------------------------- | ------------------- |
| 1951 | –     | Баскетбол на Азиатских играх 1951 | Нью-Дели, Индия     |
| 1954 | 4     | Баскетбол на Азиатских играх 1954 | Манила, Филиппины   |
| 1958 | 4     | Баскетбол на Азиатских играх 1958 | Токио, Япония       |
| 1962 |       | Баскетбол на Азиатских играх 1962 | Джакарта, Индонезия |
| 1966 |       | Баскетбол на Азиатских играх 1966 | Бангкок, Таиланд    |
| 1970 |       | Баскетбол на Азиатских играх 1970 | Бангкок, Таиланд    |
| 1974 |       | Баскетбол на Азиатских играх 1974 | Тегеран, Иран       |
| 1978 |       | Баскетбол на Азиатских играх 1978 | Бангкок, Таиланд    |
| 1982 |       | Баскетбол на Азиатских играх 1982 | Нью-Дели, Индия     |
| 1986 |       | Баскетбол на Азиатских играх 1986 | Сеул, Южная Корея   |
| 1990 |       | Баскетбол на Азиатских играх 1990 | Пекин, КНР          |
| 1994 |       | Баскетбол на Азиатских играх 1994 | Хиросима, Япония    |
| 1998 |       | Баскетбол на Азиатских играх 1998 | Бангкок, Таиланд    |
| 2002 |       | Баскетбол на Азиатских играх 2002 | Пусан, Южная Корея  |
| 2006 | 5     | Баскетбол на Азиатских играх 2006 | Доха, Катар         |
| 2010 |       | Баскетбол на Азиатских играх 2010 | Гуанчжоу, КНР       |
| 2014 | н/а   | Баскетбол на Азиатских играх 2014 | Инчон, Южная Корея  |

### Чемпионат Азии
| Год  | Место | Турнир                            | Место проведения             |
| ---- | ----- | --------------------------------- | ---------------------------- |
| 1960 | 4     | Чемпионат Азии по баскетболу 1960 | Манила, Филиппины            |
| 1963 |       | Чемпионат Азии по баскетболу 1963 | Тайбэй, Китайская Республика |
| 1965 |       | Чемпионат Азии по баскетболу 1965 | Куала-Лумпур, Малайзия       |
| 1967 |       | Чемпионат Азии по баскетболу 1967 | Сеул, Южная Корея            |
| 1969 |       | Чемпионат Азии по баскетболу 1969 | Бангкок, Таиланд             |
| 1971 |       | Чемпионат Азии по баскетболу 1971 | Токио, Япония                |
| 1973 |       | Чемпионат Азии по баскетболу 1973 | Манила, Филиппины            |
| 1975 |       | Чемпионат Азии по баскетболу 1975 | Бангкок, Таиланд             |
| 1977 |       | Чемпионат Азии по баскетболу 1977 | Куала-Лумпур, Малайзия       |
| 1979 |       | Чемпионат Азии по баскетболу 1979 | Нагоя, Япония                |
| 1981 |       | Чемпионат Азии по баскетболу 1981 | Калькутта, Индия             |
| 1983 |       | Чемпионат Азии по баскетболу 1983 | Гонконг                      |
| 1985 |       | Чемпионат Азии по баскетболу 1985 | Куала-Лумпур, Малайзия       |
| 1987 |       | Чемпионат Азии по баскетболу 1987 | Бангкок, Таиланд             |
| 1989 |       | Чемпионат Азии по баскетболу 1989 | Пекин, КНР                   |
| 1991 |       | Чемпионат Азии по баскетболу 1991 | Кобе, Япония                 |
| 1993 |       | Чемпионат Азии по баскетболу 1993 | Джакарта, Индонезия          |
| 1995 |       | Чемпионат Азии по баскетболу 1995 | Сеул, Южная Корея            |
| 1997 |       | Чемпионат Азии по баскетболу 1997 | Эр-Рияд, Саудовская Аравия   |
| 1999 |       | Чемпионат Азии по баскетболу 1999 | Фукуока, Япония              |
| 2001 |       | Чемпионат Азии по баскетболу 2001 | Шанхай, КНР                  |
| 2003 |       | Чемпионат Азии по баскетболу 2003 | Харбин, КНР                  |
| 2005 | 4     | Чемпионат Азии по баскетболу 2005 | Доха, Катар                  |
| 2007 |       | Чемпионат Азии по баскетболу 2007 | Токусима, Япония             |
| 2009 | 7     | Чемпионат Азии по баскетболу 2009 | Тяньцзинь, КНР               |
| 2011 |       | Чемпионат Азии по баскетболу 2011 | Ухань, КНР                   |
| 2013 |       | Чемпионат Азии по баскетболу 2013 | Филиппины                    |

## Текущий состав
| Перейти к шаблону «Состав сборной Южной Кореи по баскетболу» | Состав сборной Южной Кореи по баскетболу |  |

| Поз. | №  | Имя          | Дата рождения (возраст)  | Рост   | Клуб                        |
| ---- | -- | ------------ | ------------------------ | ------ | --------------------------- |
| АЗ   | 1  | Пак Чхан Хи  | 17 апреля 1987 (37 лет)  | 191 см | Инчхон Электролэнд Элефантс |
| ЛФ   | 2  | Чхой Джун Ён | 4 апреля 1994 (30 лет)   | 200 см | Сеул СК Найтс               |
| АЗ   | 3  | Ли Джун Хьюн | 3 марта 1987 (37 лет)    | 187 см | Чонджу КСС Эгис             |
| РЗ   | 5  | Ким Сун Хьюн | 1 июля 1988 (36 лет)     | 187 см | Сеул СК Найтс               |
| РЗ   | 6  | Хо Хун       | 16 августа 1995 (29 лет) | 181 см | Пусан КТ Соникбум           |
| ЛФ   | 11 | Ян Хи Джон   | 11 мая 1984 (40 лет)     | 193 см | Анян КГС                    |
| ТФ   | 12 | Джон Хьё Гын | 14 декабря 1993 (31 год) | 200 см | Инчхон Электролэнд Элефантс |
| ТФ   | 13 | Кан Сан Джэ  | 31 декабря 1994 (30 лет) | 202 см | Инчхон Электролэнд Элефантс |
| Ц    | 15 | Ким Джон Кью | 3 июля 1991 (33 года)    | 206 см | Чханвон ЛГ Сэйкерс          |
| Ц    | 20 | Ра Гун А     | 20 февраля 1989 (36 лет) | 203 см | Ульсан Мобис Фобус          |
| ТФ   | 33 | Ли Сеун Хьюн | 16 апреля 1992 (32 года) | 199 см | Коян Орион Орионс           |
| АЗ   | 43 | Ли Дэ Сун    | 30 мая 1990 (34 года)    | 190 см | Ульсан Мобис Фобус          |